# 150-мм полевая гаубица Тип 96
Тип 96 — 150-мм гаубица, эксплуатировавшаяся Императорской армией Японии во время Второй мировой и Японо-китайской войн. Предполагалось к 1937 году вооружить армию новыми гаубицами Тип 96, заменив устаревшие 150-мм гаубицы Тип 4, при этом для стрельбы из орудий обеих моделей требовались одинаковые боеприпасы. Так как гаубица была разработана в 2596 (1936 год) году японского календаря, то она получила название «Тип 96».

## История разработки
После Первой мировой войны Япония отставала от европейских государств по количеству гаубиц в пехотных дивизия. Так, во французской дивизии на гаубицы приходилось 40% артиллерийских стволов, а в японской — 23%. Частично это компенсировалось наличием в японской дивизии горных пушек, которые тоже имели большой угол возвышения. Работы по созданию нового образца полевой 150-мм гаубицы начались в 1920 году и продолжались более 10 лет. В течение Первой Мировой войны многочисленные японские военные атташе, направленные в Европу, изучали эффективность полевой артиллерии против долговременных укреплений или пехоты. Были выдвинуты основные требования к создаваемому орудию: угол возвышения ствола — 65°, максимальная дальность стрельбы — 12 километров, орудие должно быть достаточно мобильным: необходимо, чтобы оно транспортировалось усилиями шестёрки лошадей. Разработка орудия была окончена к 1936 году, и хотя начальник генштаба, Угаки Кадзусигэ, выступил против проекта, производство всё же было начато в 1937 году. Было произведено 440 (500) орудий. В августе  1939 года цена орудия составила 43 500 JPY.

## Конструкция
Гаубица Тип 96 была оценена военной разведкой союзников как один из самых современных, хорошо продуманных и эффективных орудий в японском арсенале. Деревянные колёса были обрезинены; орудие обычно транспортировали трактора. Его особенностью была высота подъёма пушки на 65° вверх, эту особенность можно было применять при стрельбе из закрытых позиций. Хотя гаубица Тип 96 производилась в большом количестве, она не полностью заменила 150-миллиметровую Тип 4 в средних японских артиллерийских подразделениях. При стрельбе колёса блокировались, в походном положении подрессоривание осуществлялось с помощью листовых рессор. Тип 96 использовала те же боеприпасы, что и Тип 4, также в боекомплект входили облегчённые примерно на 5 кг снаряды (31,3 кг), повысившие дальность стрельбы по сравнению с «типом 4» на 2 км.
В боекомплект гаубицы входили фугасные, бронебойные, дымовые, трассирующие, а также шрапнельные снаряды.

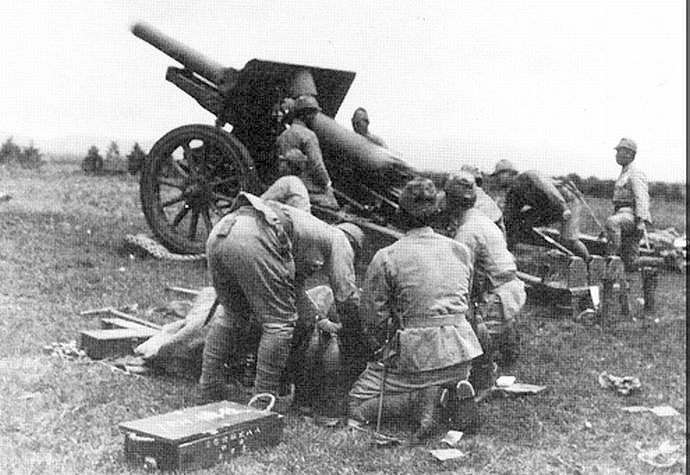
Японские солдаты ведут огонь из Тип 96

## История применения

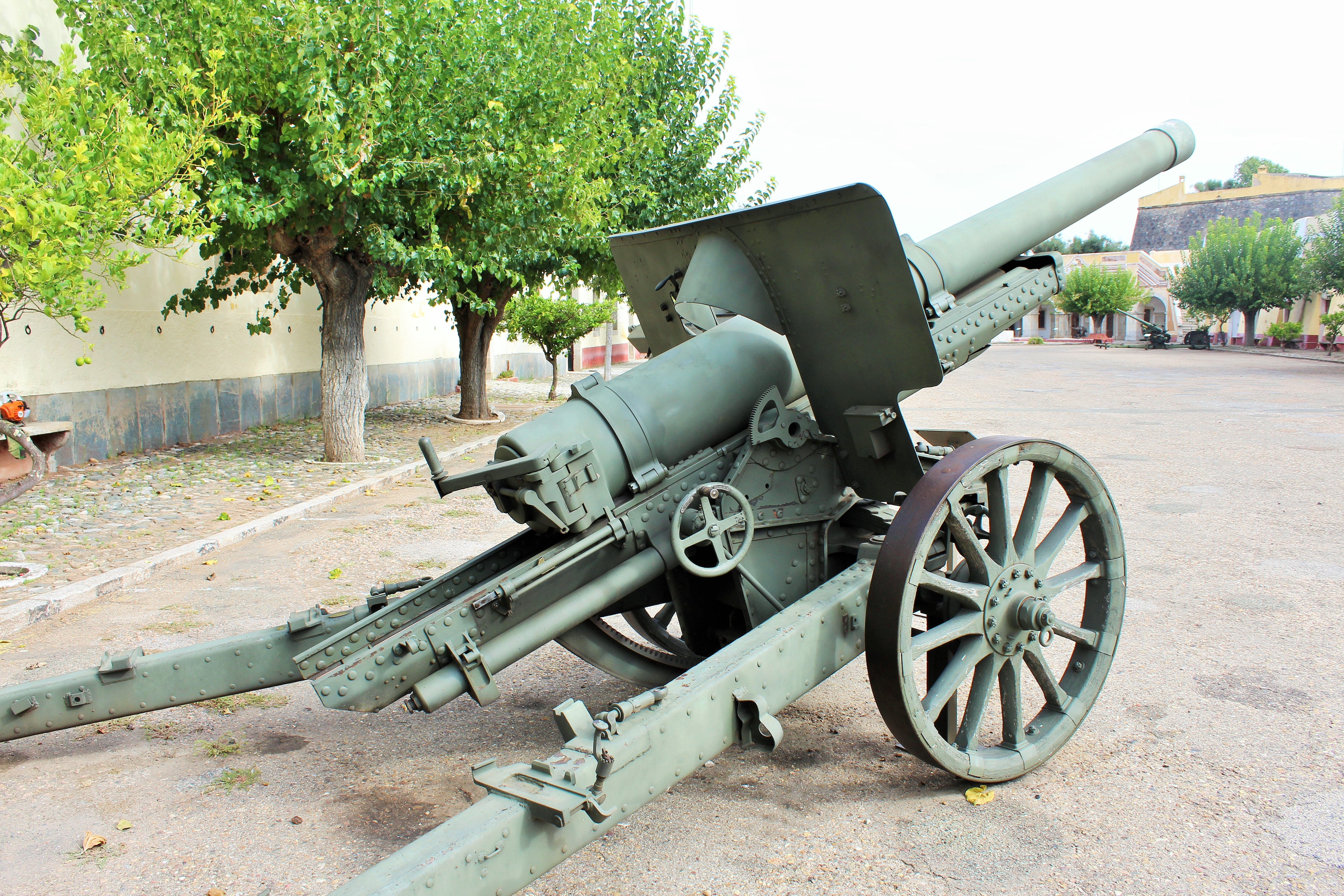
Сохранившаяся гаубица в Элваше, Португалия

Гаубица Тип 96 впервые была применена в сражениях во Второй китайско-японской войне и была высоко оценена артиллеристами. Она также использовалась в боях на Халин-Голе. Там она противостояла 152-мм гаубице образца 1909/30 годов (при этом шесть советских орудий было потеряно).
После начала войны в Тихом океане гаубица использовалась японскими войсками в битвах за Батаан, Коррехидор на Филиппинах, а также в битве за Гуадалканал. Многие из этих гаубиц участвовали в битве за Окинаву. Она продолжала использоваться в качестве основной гаубицы японских артиллерийских подразделений до самой капитуляции Японии.
Сохранившийся экземпляр гаубицы можно найти в военном музее в Ясукуни в Токио. Некоторые сохранившиеся экземпляры Тип 96 находятся в штатах Вашингтон, Калифорния и Колорадо.

## Оценка проекта
| ТТХ 152-мм советских гаубиц времён Великой Отечественной войны и их зарубежных аналогов |                |               |                                                                         |                   |                         |           |                     |                |                |               |
| Характеристика                                                                          | М-10 обр.38 г. | Д-1 обр.43 г. | 15 cm sFH 18                                                            | 15 cm vz. 37      | da 149/19               | 155 mm M1 | BL 5.5-inch         | 15 cm m/39     | L/22 M. 1929   | Тип 96        |
| Государство                                                                             | Флаг СССР      | Флаг СССР     | Красный флаг, в центре которого находится белый круг с чёрной свастикой | Флаг Чехословакии | Флаг Италии (1861—1946) | Флаг США  | Флаг Великобритании | Флаг Швеции    | /              | Флаг Японии   |
| Годы разработки                                                                         | 1937—38        | 1942—43       | 1928—33                                                                 | 1933—37           | 1933—37                 | 1939—41   | 1939—41             | 1938—39        | до 1927        | 1920—34       |
| Годы производства                                                                       | 1939—41        | 1943—49       | 1933—45                                                                 | 1938—39           | 1939—45                 | 1942—45   | 1941—45             | 1939—46        | 1929—31        | 1937—45       |
| Построено, шт.                                                                          | 1338           | 2827          | 5403                                                                    | 138               | 147                     | 10 300    | 1679                | 113            | 24             | 440           |
| Масса в боевом положении, кг                                                            | 4150           | 3600          | 5512                                                                    | 5200              | 5650                    | 5427      | 6190                | ?              | 5165           | 4140          |
| Масса в походном полож., кг                                                             | 4550           | 3640          | 6304                                                                    | 5720              | 5780                    | 5800      | ?                   | ?              | 5675           | 4920          |
| Калибр, мм                                                                              | 152,4          | 152,4         | 149,1                                                                   | 149,1             | 149,1                   | 155       | 139,7               | 149,1          | 149,1          | 149,1         |
| Длина ствола, клб                                                                       | 23,1           | 23,1          | 29,5                                                                    | 24                | 20,4                    | 23        | 29,8                | 24             | 22             | 23,6          |
| Масса ОФ-гранаты, кг (тип)                                                              | 40 (ОФ-530)    | 40 (ОФ-530)   | 43 (SprGr.)                                                             | 42 (vz. 37)       | 42,5 (Mod. 32)          | 43 (M107) | 37,2 (Mk. 3D)       | 41,5 (m/39-40) | 38,5 (M. 1927) | 31,3 (Тип 92) |
| Макс. начальная скорость, м/с                                                           | 508            | 508           | 520                                                                     | 580               | 597 (31,8 кг граната)   | 563       | 590                 | 580            | 635            | 540           |
| Дульная энергия, МДж                                                                    | 5,16           | 5,16          | 5,81                                                                    | 7,06              | 7,57                    | 6,81      | 7,12                | 6,98           | 7,76           | 4,56          |
| Макс. дальнобойность, м                                                                 | 12 400         | 12 400        | 13 250                                                                  | 15 100            | 14 250                  | 14 955    | 16 600              | ~15 000        | 15 300         | 11 900        |
| Углы ВН, град                                                                           | −1…+65         | −3…+63        | −1…+43                                                                  | −5…+70            | −3…+60                  | −2…+63    | −5…+45              | −5…+65         | 0…+45          | −1…+65        |
| Сектор ГН, град                                                                         | 50             | 35            | 56                                                                      | 90                | 50                      | 50        | 60                  | 45             | 40             | 30            |

Японская гаубица по мощности и дальнобойности занимала промежуточное положение между советскими гаубицами 152-мм М-10 и 122-мм М-30 бывшими практически ровесниками японки, соответствуя по массе и подвижности более мощной советской пушке, которую можно считать прямым аналогом японской гаубицы.

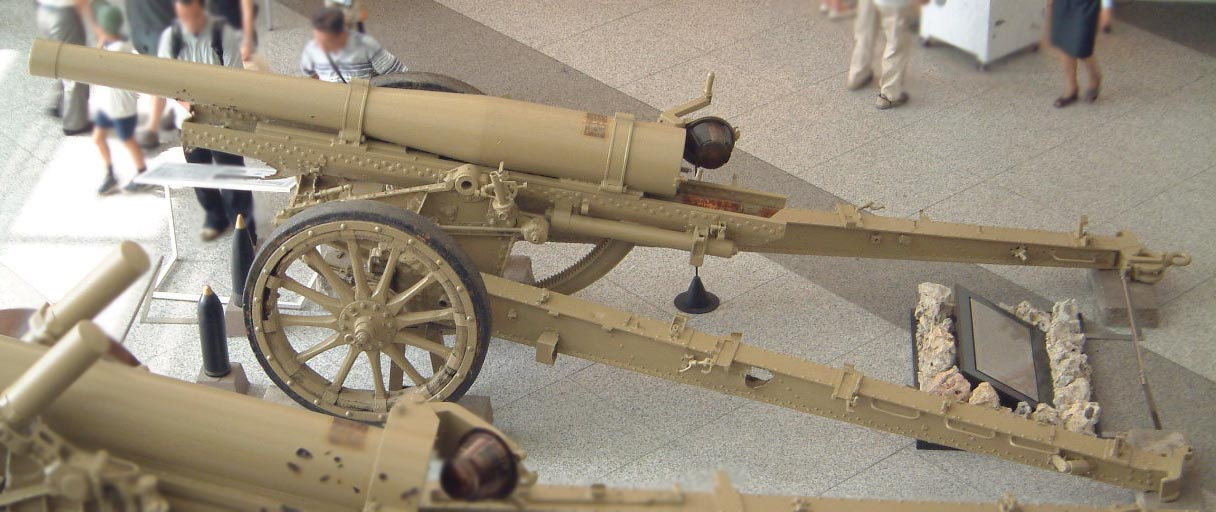
Тип 96 в музее Ясукуни

Наиболее массовая немецкая 150-мм тяжёлая полевая гаубица s.F.H.18 имела максимальную дальность стрельбы 13 325 м, превосходя Тип 96 более чем на километр, но одновременно была почти на тонну тяжелее (походная масса 6304 кг), что сильно ограничивало её подвижность. Обладающую отличными характеристиками (дальность стрельбы 12 500 м, масса в походном положении 3500 кг) более совершенную гаубицу s.F.H.36 немцам в крупносерийное производство запустить не удалось. Чехословацкая 150-мм гаубица K4 (немецкое название s.F.H.37[t]) имела дальность стрельбы 15 750 м и массу 5730 кг, существенно превосходя Тип 96 по дальности стрельбы и массе снаряда, но при этом сильно уступая в мобильности (но это орудие относится к гаубицам-пушкам). Почти то же самое можно сказать про 149-мм итальянскую гаубицу фирмы «Ансальдо» (14 250 м, 5500 кг) и американскую 155-мм гаубицу M1 (14 600 м, 5800 кг). Французские 155-мм гаубицы Шнейдера обр. 1917 г. уступали Тип 96 по дальности стрельбы (11 200 м), и имели близкую массу (4300 кг) и к началу Второй мировой войны явно устарели, как и британские 6-дюймовые гаубицы Виккерса, созданные в 1915 году.